# Enzo Pretolani
Enzo Pretolani (né le 3 mai 1942 à Rocca San Casciano) est un coureur cycliste italien. Professionnel en 1966, il compte à son palmarès une étape du Tour d'Espagne.

## Biographie
Enzo Pretolani naît le 3 mai 1942 à Rocca San Casciano dans la province de Forlì-Cesena. Il déménage ensuite avec sa famille à Mezzano, où il parcourt quotidiennement à bicyclette la route qui le sépare du domicile à l'école. En 1957, il s'inscrit à la Società Ciclistica Casadio et reçoit son premier vélo de course. L'année suivante, il termine quatrième de sa première course en mai, puis remporte sa première victoire en septembre. Chez les amateurs, il obtient 24 victoires, dont 9 en 1965.
Il passe professionnel en 1966, en tant que coureur individuel. Au mois d'avril, il se présente au départ du Tour d'Espagne, sous les couleurs d'une sélection italienne. Totalement inconnu, il connait son jour de gloire en s'imposant au sprint à La Manga, en début d'épreuve.

## Palmarès
- 1962
  - La Popolarissima
- 1966
  - 2ea étape du Tour d'Espagne

### Résultats sur le Tour d'Espagne
1 participation
- 1966 : 55e, vainqueur de la 2ea étape